# Harasimowicze
Harasimowicze – wieś w Polsce położona w województwie podlaskim, w powiecie sokólskim, w gminie Dąbrowa Białostocka.
Wierni kościoła rzymskokatolickiego należą do parafii Ofiarowania Najświętszej Maryi Panny w Różanymstoku.

## Historia
Wieś królewska ekonomii grodzieńskiej położona była w końcu XVIII wieku w powiecie grodzieńskim województwa trockiego Wielkiego Księstwa Litewskiego.
Według Pierwszego Powszechnego Spisu Ludności w 1921 r. wieś Harasimowicze liczyła 64 domy, które zamieszkiwało 328 osób (175 kobiet i 153 mężczyzn). Miejscowość posiadała wówczas charakter dwuwyznaniowy, bowiem 220 mieszkańców zadeklarowało rzymskokatolickie, zaś pozostałych 108 podało wyznanie prawosławne. Ponadto podział religijny mieszkańców Harasimowicz całkowicie pokrywał się z ich strukturą narodowo-etniczną, gdyż 220 mieszkańców zgłosiło polską przynależność narodową, a pozostałych 108 narodowość białoruską. W owym czasie, podobnie jak dziś, miejscowość znajdowała się w gminie Dąbrowa Białostocka.
W okresie międzywojennym posiadłość ziemską miał tu Jan Tymiński (139 mórg), Był tu jeden młyn.
W latach 1975–1998 miejscowość administracyjnie należała do województwa białostockiego.
Wieś w 2011 roku zamieszkiwało 235 osób.

## Urodzeni w Harasimowiczach
- Edward Godlewski (ur. 1895, zm. 1945) – gen. brygady, pułkownik kawalerii Wojska Polskiego II RP

## Inne
Prawosławni mieszkańcy wsi przynależą do parafii Zmartwychwstania Pańskiego w Jacznie.